# Comuna Dariino-Iermakivka, Sverdlovsk
Dariino-Iermakivka (în ucraineană Дар'їно-Єрмаківка) este o comună în raionul Sverdlovsk, regiunea Luhansk, Ucraina, formată din satele Astahove, Dariino-Iermakivka (reședința) și Karpove-Kripenske.

## Demografie
Componența lingvistică a comunei Dariino-Iermakivka
     Ucraineană (55,19%)
     Rusă (42,9%)
Conform recensământului din 2001, majoritatea populației comunei Dariino-Iermakivka era vorbitoare de ucraineană (55,19%), existând în minoritate și vorbitori de rusă (42,9%) și armeană (1,15%).